# Велоспорт на летних Азиатских играх 1974
Соревнования по велоспорту на летних Азиатских играх 1974 проходили в Спортивном комплексе Арьямехр с 5 по 14 сентября 1974 года.

## Общий медальный зачёт
| Место | Страна           | Золото | Серебро | Бронза | Всего |
| ----- | ---------------- | ------ | ------- | ------ | ----- |
| 1     | Япония           | 4      | 2       | 0      | 6     |
| 2     | Иран             | 2      | 2       | 2      | 6     |
| 3     | Республика Корея | 0      | 2       | 2      | 4     |
| 4     | Китай            | 0      | 0       | 1      | 1     |
| 4     | Монголия         | 0      | 0       | 1      | 1     |
| Всего | Всего            | 6      | 6       | 6      | 18    |

## Медалисты

### Шоссейные гонки
| Дисциплина      | Золото               | Серебро                | Бронза            |
| --------------- | -------------------- | ---------------------- | ----------------- |
| Групповая гонка | Хасан Арианфард Иран | Голам Хусейн Кухи Иран | Беруз Рахбар Иран |
| Командная гонка | Иран                 | Япония                 | Монголия          |

### Гонки на треке
| Дисциплина                         | Золото                 | Серебро                      | Бронза                    |
| ---------------------------------- | ---------------------- | ---------------------------- | ------------------------- |
| Спринт                             | Симпэй Окадзима Япония | Мотоми Симамото Япония       | Но Хэ Су Республика Корея |
| Гит с места, 1 км                  | Мотоми Симамото Япония | Ли Гван Сон Республика Корея | Чжан Лихуа Китай          |
| Индивидуальная гонка преследования | Ёити Матисима Япония   | Ким Сан Су Республика Корея  | Хосро Хаггоша Иран        |
| Командная гонка преследования      | Япония                 | Иран                         | Республика Корея          |